# Slaget vid Cannae
Slaget vid Cannae utkämpades år 216 f.Kr. under andra puniska kriget mellan romerska trupper under konsulerna Lucius Aemilius Paullus och Gajus Varro och karthagiska trupper under Hannibal och är ett av historiens största förintelseslag. Slaget är ett typiskt exempel på dubbel omfattning inom krigskonsten.

## Bakgrund
Sedan Hannibal besegrat romarna vid Ticinus och Trebia 218 f.Kr. och vid Trasimenska sjön 217 f.Kr. valde senaten Quintus Fabius Maximus till diktator på sex månader. Men Fabius Maximus försiktighet blev illa omtyckt hos folket och han ersattes av paret Paullus/Varro, som lät utrusta en ny armé – den största armé Rom någonsin sett. Hannibal hade samtidigt avbrutit ett anfallsförsök mot Rom och ledde istället ner sin armé till södra Italien där han den 1 augusti 216 f.Kr. plundrade romarnas matförråd. Dagen därpå anlände den romerska armén, under ledning av Paullus och Varro, till floden Aufidus (Ofanto).

## Trupperna

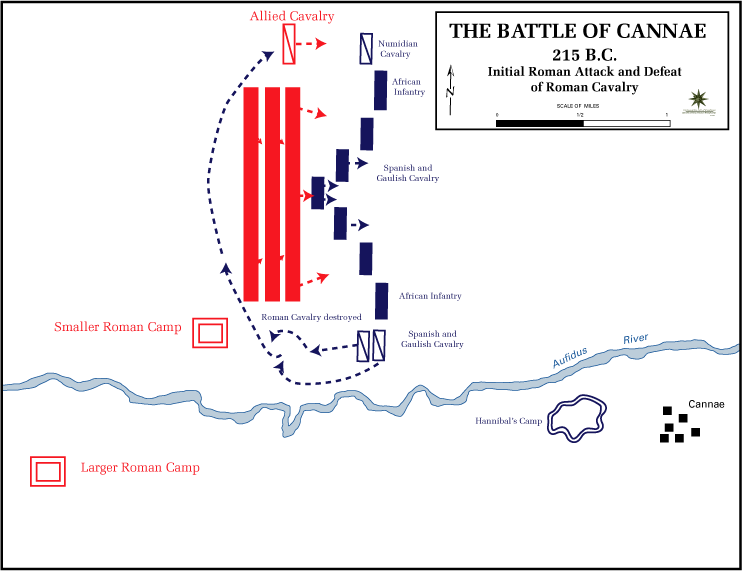
uppställning inför slaget, romarna i röd färg

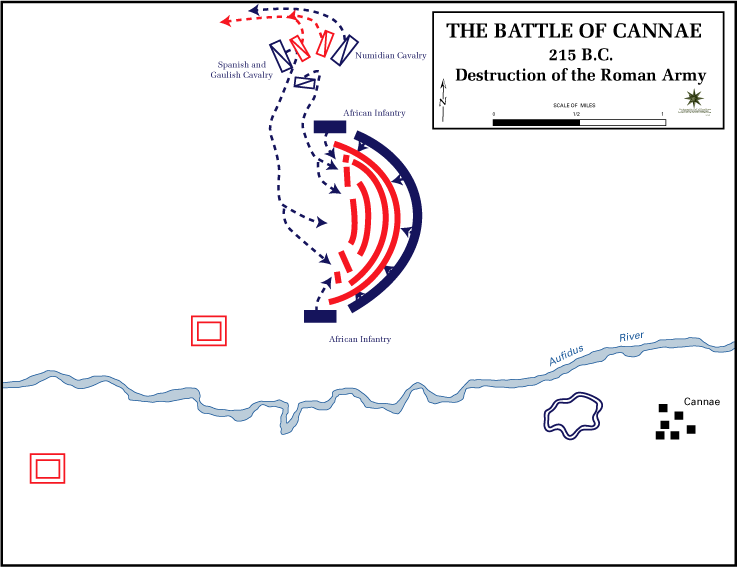
Ställning vid slutet

Den romerska armén bestod av medborgarsoldater som betalade för sin egen utrustning.
Den romerska armén i Cannae var dubbelt så stor som en vanlig romersk armé; detta resulterade i att den tredubbla slaglinjen som var formerad som ett schackmönster med spjutkastare längst fram i en linje. Den främsta linjen bestod av 18–20 år gamla hastati som hade uppgiften att trötta ut fienden innan de äldre bättre utrustade soldaterna började striden och hastati drog sig samtidigt tillbaka för att vila. När sedan princeps började tröttna drog de sig tillbaka och det var nu de bäst utrustade och erfarna soldaterna triarii började striden. Vid det här laget var tanken att motståndararmén redan var slagen eller totalt utmattad vilket garanterade seger för romarna. Om man förlorade agerade triarii som eftertrupp och man minskade därmed förlusterna avsevärt eftersom man drog sig organiserat tillbaka. Denna formation övergavs av romarna i Cannae för att istället skapa ett sådant djup att rörelseenergin snabbt krossade motståndarens formation i centern.
Infanteriet var alltså det avgörande vapnet. Kavalleriets enda uppgift var att förfölja motståndare. Hannibals armé bestod av veteraner från fälttågen i Spanien och nyligen värvade galliska stamkrigare samt legosoldater. Hannibals armé var baserad på makedonisk krigföring, vilket innebär att kavalleriet avgör slaget medan infanteriet håller fast motståndaren.

## Slaget
Hannibal visste att den romerska infanteriformationen bara kunde gå framåt och inte bakåt så han bestämde sig för att utnyttja romarnas rörelseenergi till sin egen fördel genom att skapa en omvänd U-formation och gradvis ge upp mark och lockade in romarna i centerpartiet. Så skedde också och den välorganiserade romerska armén anföll och pressade karthagernas centerparti bakåt. De skickliga libyska krigarna ställde upp sig vid de romerska flyglarna och det numidiska kavalleriet anföll det romerska vid flankerna och krossade det tack vare erfarenhet och numerär överlägsenhet vid romarnas högra sida. Man red upp bakom och jagade iväg de romerska ryttarna även på vänsterflanken. Samtidigt hade Hannibals soldater ställt sig i en tunn båge framför romarna, och då kavalleriet anföll bakifrån blev romarna inneslutna och förintade.

## Resultat
Den direkta följden av slaget blev att romarnas dröm om att besegra Hannibal ute i fält slogs i spillror – något som ändå skulle förverkligas fjorton år senare (Slaget vid Zama).
Över 80 000 man stupade vid Cannae, vilket är mycket höga siffror för ett slag som utkämpades för över 2 200 år sedan. Över 80 procent av de döda var romare. Av de romerska trupperna stupade 5 000 ryttare, 3 000 undkom och alla 80 000 infanterister stängdes in. Av dessa slaktades 50 000–70 000 och 10 000 togs tillfånga. På karthagisk sida dog cirka 16 700 infanterister, nästan bara galler, och ett fåtal ryttare.
Hannibal vände sig mot Rom, men till hans häpnad gav de inte upp. Hannibal ville inte börja en belägring, eftersom han hade för få soldater och han hade förmodligen inte så stor erfarenhet av belägringskrig. Hannibals armé var en fältarmé och inte en belägringsarmé som romarna hade.
Därför avbröt han belägringen och plundrade Italien, kanske i hopp om att han skulle få bundsförvanter, men till sist, 203 f.Kr., gav han upp och reste till Karthago för att försvara staden.